# Annabelle Wallis
Annabelle Frances Wallis (Oxford, 5 september 1984) is een Britse actrice. Ze is onder andere bekend van de Britse dramaserie The Tudors waarin zij de rol vertolkt als Jane Seymour, de hitserie Peaky Blinders en de horrorfilm Annabelle.

## Biografie
Wallis werd geboren in Oxford, maar verhuisde op jonge leeftijd naar Cascais, Portugal. Tijdens haar jeugd zat Walls op verschillende internationale scholen, waardoor ze vloeiend Engels, Portugees, Frans en Spaans spreekt.
In 2009 brak Wallis door met haar rol als Jane Seymour in de Britse dramaserie The Tudors (2009). Daarnaast vertolkte ze nog kleine rollen in de films The Lost Future en X-Men: First Class. Wallis speelde ook een hoofdrol in de serie Peaky Blinders (2013-2016), Annabelle (2014), The Mummy (2017), King Arthur: Legend of the Sword (2017) en Tag (2018).